# Tipo 039
El submarino Tipo 039 (nombre de informe de la OTAN: clase Song) es una clase de submarinos diésel-eléctricos de la Armada del Ejército Popular de Liberación. La clase es el primer submarino diesel-eléctrico que se desarrolla completamente en China y también el primer submarino diesel-eléctrico chino que utiliza el casco en forma de lágrima.

## Diseño

Perfil de un submarino Tipo 039G

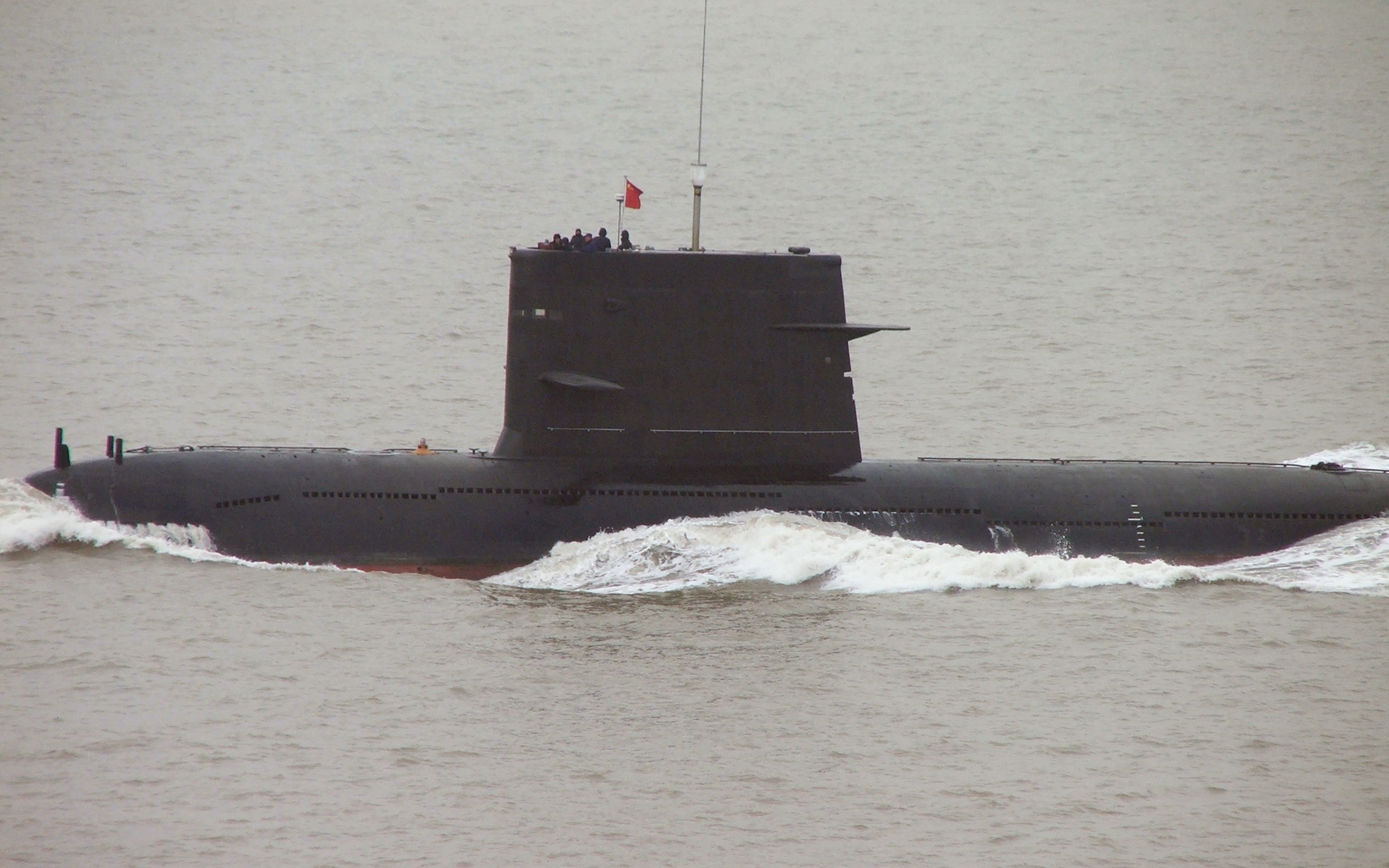
Un submarino de la clase Song navegando en el año 2005

El submarino utiliza un casco moderno en forma de lágrima para su rendimiento bajo el agua. El casco incorpora cuatro timones y es propulsado por una única hélice. El motor es importado de Alemania. Para un funcionamiento más silencioso, el motor se montó con amortiguadores y el casco está revestido con tejas de goma para amortiguar el sonido. El desarrollo no estuvo exento de problemas, como lo demuestra el largo período de prueba del primer buque (320). Los problemas con los niveles de ruido y el rendimiento bajo el agua llevaron a revisiones en el diseño y solo se construyó un barco según las especificaciones originales.
Las mejoras llevaron a la especificación del Tipo 039G, que se convirtió en la mayor parte de la producción, con siete del tipo entrando en servicio. La eliminación del diseño escalonado de la torre de mando es la principal señal visual para la identificación de la variante G. Esta clase tiene dos versiones: el Tipo 039 original, el Tipo 039G. La diferencia visual más obvia entre los dos tipos es la torre de mando. La torre de mando del Tipo 039 es escalonada y se eleva hacia popa. En un esfuerzo por reducir la firma acústica del submarino, a la torre de mando del Tipo 039G se le dio una forma más convencional sin ningún escalón.

## Incidentes notables
El 26 de octubre de 2006, un submarino chino de la clase Song "apareció" y "emergió dentro del alcance de disparo de sus torpedos y misiles antes de ser detectado" dentro de 5 millas náuticas (9 km) del portaaviones USS Kitty Hawk mientras operaba en el Mar de China Oriental entre Japón y Taiwán. Fue descubierto por un piloto de un avión F/A-18C y confirmado por la tripulación de un EA-6B del ala aérea del Kitty Hawk.